# 木府乡
木府乡，是中华人民共和国四川省凉山彝族自治州金阳县曾经下辖的一个乡。2021年1月12日，撤销木府乡，原木府乡仓房村所属行政区域为天地坝镇的行政区域；岩头村所属行政区域划归派来镇管辖；原木府乡龙王庙村、老香堂村、此家湾村所属行政区域划归芦稿镇管辖。

## 行政区划
木府乡撤销前下辖以下地区：
仓房村、龙王庙村、老香堂村、此家湾村和岩头村。